# Carex paupera
Carex paupera är en halvgräsart som beskrevs av Ernest Nelmes. Carex paupera ingår i släktet starrar, och familjen halvgräs.
Artens utbredningsområde är Victoria i Australien. Inga underarter finns listade i Catalogue of Life.